# Karel Sonnenfeld
Karel Sonnenfeld, česky Karl/Carl Sonnenfeld (15. března 1883 Uherský Brod – 20. října 1944 KT Osvětimi) byl moravský právník a aktivní člen sionistického hnutí, oběť holokaustu.

## Původ
Karel Sonnenfeld se narodil v roce 1883 v Uherském Brodě na Moravě a byl jedním z devíti potomků Šmuela Sonnenfelda a jeho manželky Charlotte rozené Ketzlerové.
Byl jedním ze zakladatelů a činovníků českého židovského sportovního klubu Makabi v roce 1911. Založil a působil také jako předseda Tělocvičné jednoty (Jüdische Turnverein) v Brně a v letech 1927 až 1928 působil jako místopředseda světového hnutí Maccabi.
V roce 1935 byl vlajkonošem a vedoucím české delegace na II. Makabejských hrách v Palestině. Během všech těch let byl také aktivní ve Světové sionistické organizaci a členem Všeobecné sionistické strany. Na sjezdu v Brně (březen 1919) schválil Národní židovský výbor v ČSR zřízení Židovské národní rady Moravy a do svého čela zvolil dr. Sonnenfelda. Kromě toho působil také jako člen brněnského městského zastupitelstva (jako zástupce Židů) a člen představenstva tamní Elektrické a plynárenské společnosti.
V roce 1923 se oženil s Irmou (rozenou Leventhalovou) a v roce 1924 se jim narodila první dcera. Na konci roku 1925 se jim narodila dvojčata, Margalit a Ruth.

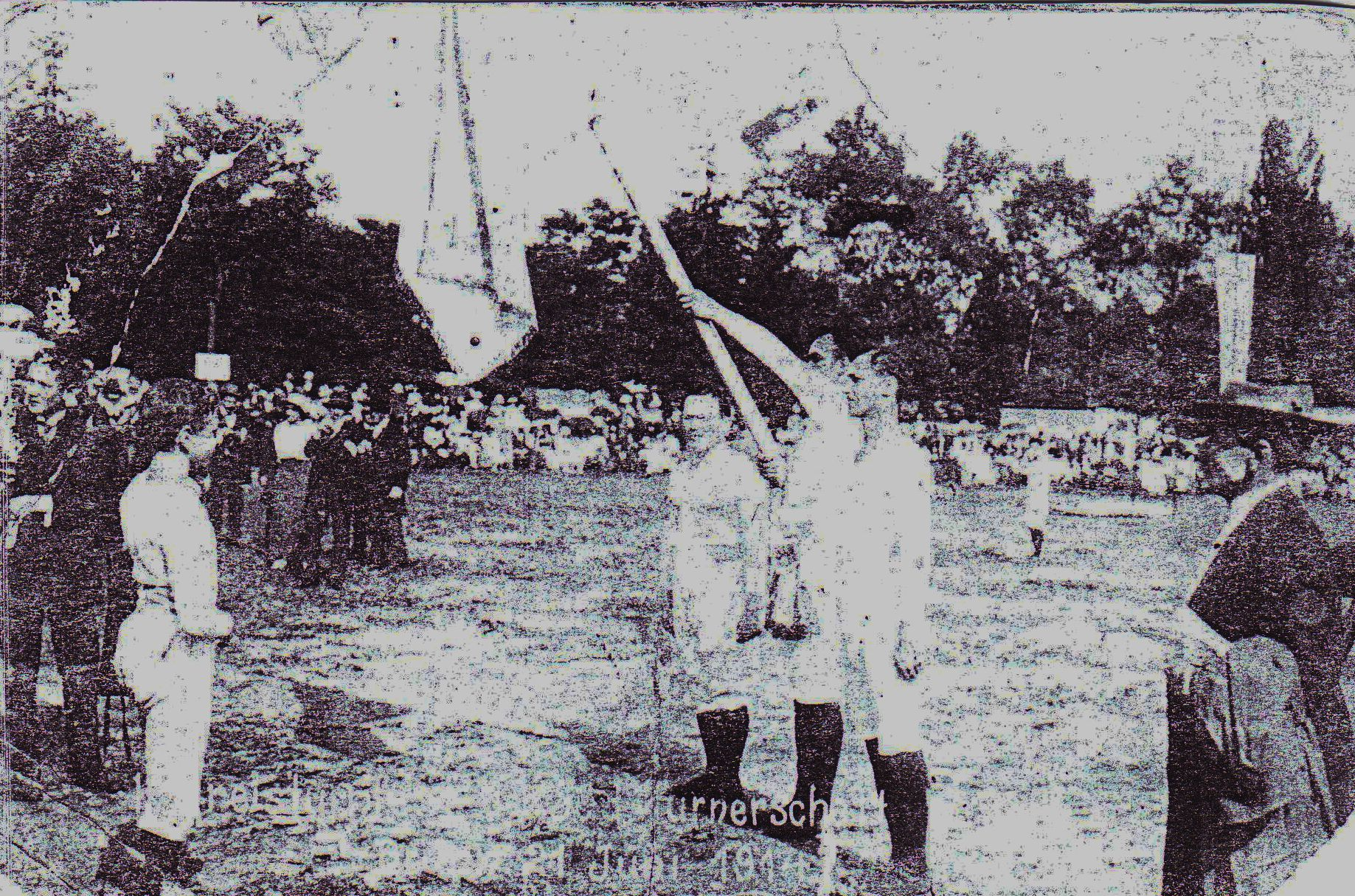
Zahájení gymnastického závodu – Brno 1919. Na snímku předseda brněnské gymnastické organizace – doktor Sonnenfeld

## Druhá světová válka
V době nacistické okupace Československa působil Sonnenfeld jako jeden z předsedů Židovské obce v Brně. Později byl zatčen okupačními úřady a strávil asi dva týdny ve vazbě. Zde přednášel židovským spoluvězňům o judaismu, protože mnozí z nich o svém židovství do té doby ani nevěděli. V létě 1939 s podmínečným svolením úřadů (podepsal v Brně s Němci dohodu, že pokud se nevrátí, zatknou jeho ženu a tři dcery) zúčastnil Světového sionistického kongresu v Ženevě, posledního před vypuknutím druhé světové války.
V roce 1939 se mu podařilo získat dvě osvědčení pro vystěhování dvou svých dcer-dvojčat do Palestiny. Ruth odjela do Palestiny v září a Margalit, jejíž osvědčení se šest měsíců zdrželo v Berlíně, cestovala sama vlakem v březnu 1940 do Terstu a odtud lodí do Haify.
Dr. Sonnenfeld pokračoval v řízení Židovské obce v Brně až do začátku roku 1942. 28. ledna toho roku byl s manželkou a nejstarší dcerou odeslán do koncentračního tábora Terezín, kde sloužil v Judenratu a podařilo se mu udržet alespoň omezenou korespondenci s příbuznými v Izraeli.
V jednu chvíli měl možnost získat certifikát také pro sebe, ale odmítl „opustit potápějící se loď“. Dne 16. října 1944 byl předposledním transportem poslán z Terezína do Osvětimi, kde byl po třech dnech zavražděn.